# フィアット・1800/2100/2300
フィアット・1800/2100/2300はイタリアの自動車メーカー・フィアットが1959年から1969年まで生産した中型乗用車である。1950年以来生産されていたフィアット・1400/1900の後継車種として登場した。
ピニンファリーナの創業者・バッティスタ・ピニンファリーナによるそのボディデザインは、同時期の彼の作品であるプジョー・404及びオースチン・A55との類似点が多く、この時代の4ドアセダンのデザイン上のトレンドセッターとしての役割を果たした。
また、1800－2300ccクラスの量産車であるにもかかわらず、元フェラーリの主任技術者、アウレリオ・ランプレディによって新設計された、ダブルロッカーアームによるクロスフロー弁機構と多球型燃焼室とを併せ持つ、複雑で高性能な6気筒OHVエンジンを採用した点が特異であった。

## 概要

### 1800 (1959年 - 1968年)
OHV6気筒1796cc75馬力エンジンを搭載し、4ドアセダンと5ドアワゴン（ファミリアール）の2種のボディ形式が選択できた。最高速度は車種によって異なったが137-142km/hと、当時としては平均的な性能であった。1961年には「1800B」に発展、81馬力にパワーアップされ、最高速度が146km/hとなった他、不評であったリアサスペンション形式が当初のコイルスプリング＋1/4楕円リーフから一般的な半楕円リジッドに変更された。

### 2100 (1959年 - 1961年)
1800と同じ車体に2054cc82馬力エンジンを搭載した高性能版。1959年秋にはホイールベースが延長され、4灯式ヘッドライトと専用のフロントグリルを持つフォーマルカー仕様の「2100スペチアーレ」が追加された。1961年には「2300」に発展し、2100は生産を終了した。

### 2300 (1961年 - 1969年)
2100のエンジンを2279cc105馬力に拡大し、ヘッドライトを4灯式としたモデルで、1800Bと共に1961年に登場し、後継車として130が登場する1969年まで生産された。ブレーキも4輪ディスクブレーキに強化された。1966年にはそれまでの自動クラッチに代わり、フィアット車としては初めて自動変速機がオプション装備可能となった。
カーグラフィック誌1963年5月号に掲載された小林彰太郎による2300の試乗記では、0－400m加速18.3秒を記録し、「スポーツカー用高性能ユニットのようにスムーズに回転が上がる」エンジンの「驚異的な高性能」ぶりと「スムーズで静粛」なこと、「異例に完備した室内装備」が賞賛された一方、「乗心地は相当硬い」「ダッシュボードはいささか旧式な米車流に装飾的であり過ぎる」「位置が高く非常に大径なステアリングホイール」など、発売以来4年以上経過したことによる旧態化も指摘されている。

### 2100S/2300Sクーペ (1961年 - 1969年)
カロッツェリア・ギアがデザイン、OSIが製造する2+2ボディを持つエレガントなGTカーとして1960年のトリノ自動車ショー登場、好評を博して翌1961年に市販開始された。当時まだイタリア車では珍しかったパワーウィンドウなどの豪華装備を持ち、「プアマンズ・フェラーリ」と称された。当初2100Sとして登場したが、間もなくベース車種のモデルチェンジに伴い2300Sに発展した。エンジンはツインキャブレターでチューンされ、2300Sでは136馬力まで強化されていた。生産は1968年まで行われた。

## 1500L (1963年 - 1968年)

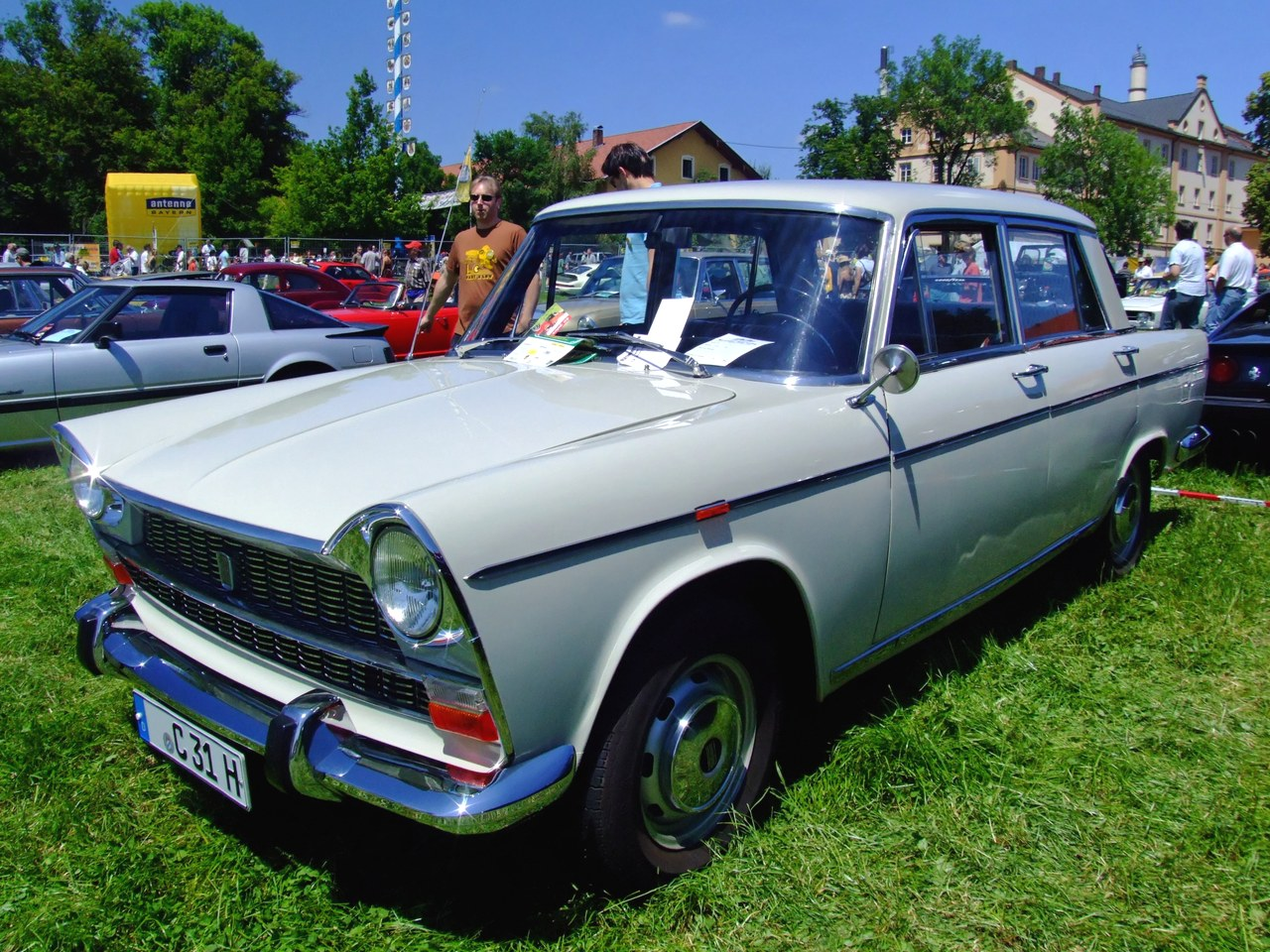
フィアット・1500L

1800/2100の大きな車体に、1クラス下の1500の4気筒1481cc72馬力エンジンを搭載した廉価版で、LはLongを意味するイタリア語Lungaの略である。内外装を簡素化してあり、主にタクシー用に用いられた。1964年以降は75馬力に強化された。
なお、このモデルは60馬力の低圧縮比版も生産されたが、これは低オクタン燃料が用いられた南ヨーロッパで人気があり、スペインでは提携先のセアトで「セアト1500」として1972年までに20万台近くが生産された。

## 日本との関連
発表当時の1800/2100は、時流に即したデザインで軽量なボディ、コイルスプリングを用いた進歩的なリアサスペンション、小排気量6気筒エンジン、アメリカ的な室内デザインなどから、トヨペット・クラウン(初代)、日産・セドリック(初代)、プリンス・スカイライン(初代)等の、まだ完成度が低かった1950年代末期の日本製中型車が目指すべきベンチマークとして注目され、技術評論家・星野芳郎のベストセラー「マイ・カー」(1961年光文社刊)や、自動車評論家・小林彰太郎が当時「モーターマガジン」誌に寄稿した評論などにもしばしば言及されている。1960年代初めには新三菱重工業(当時)が1800のノックダウン生産を計画したほどであった。
実車は当時のフィアット日本総代理店であった日本自動車・西欧自動車を通じて輸入され、1963年当時の価格は1800Bが170万円、2300が215万円と当時の日本製中型車の2倍前後だったが、輸入車としては比較的手ごろであった。また、2300Sクーペも西欧自動車によって比較的多くの台数が輸入された。なお、当時の1800のオーナーには声楽家の五十嵐喜芳も含まれていた。
テレビドラマ、『太陽にほえろ!』の初期に覆面車として右ハンドルモデルの1800が登場している。